# Cantonul Trets
Cantonul Trets este un canton din arondismentul Aix-en-Provence, departamentul Bouches-du-Rhône, regiunea Provence-Alpes-Côte d'Azur, Franța.

## Comune
- Beaurecueil
- Châteauneuf-le-Rouge
- Fuveau
- Peynier
- Puyloubier
- Rousset
- Saint-Antonin-sur-Bayon
- Trets (reședință)